# Ornithoscelida
Die Ornithoscelida (aus Griechisch ornith- = Vogel, skelis = Bein) sind nach einer neueren, 2017 von Matthew G. Baron, David B. Norman und Paul M. Barrett vorgeschlagenen Systematik der Dinosaurier eine der beiden Großgruppen der Dinosaurier. Sie stehen neben den Sauropodomorpha und umfassen die Ornithischia und die Theropoda.

## Forschungsgeschichte
Die Name Ornithoscelida geht zurück auf Thomas Henry Huxley, der ihn bereits 1880 eingeführt hatte.
Nach der 1887 durch Harry Govier Seeley vom King’s College London eingeführten und lange prägenden Systematik wurden Dinosaurier in die beiden Ordnungen beziehungsweise Entwicklungslinien Echsenbeckensaurier (Saurischia) und Vogelbeckensaurier (Ornithischia) unterteilt. In ihrer phylogenetischen Studie aus dem Jahr 2017, basierend auf der detaillierten Analyse von 74 Taxa und 457 Merkmalen, schlagen Baron, Norman und Barrett eine tiefgreifend veränderte Systematik vor: In der Klade Ornithoscelida werden die Ornithischia und die Theropoden als Schwestergruppen vereint. Die Klade Saurischia wird neu definiert und umfasst die beiden Schwestergruppen Sauropodomorpha und Herrerasauridae.

## Systematik
Kladogramm nach Baron, Norman und Barrett:
|  | Herrerasauridae |
|  |                 |
|  | Sauropodomorpha |
|  |                 |

|  | Ornithischia |
|  |              |
|  | Theropoda    |
|  |              |

|  | Herrerasauridae |
|  |                 |
|  | Sauropodomorpha |
|  |                 |

|  | Ornithischia |
|  |              |
|  | Theropoda    |
|  |              |